# Pyrinia flavoapicata
Pyrinia flavoapicata là một loài bướm đêm trong họ Geometridae.